# پشته سفالی فیض‌آباد
پشته سفالی فیض‌آباد مربوط به دوره سلجوقی - سده ۵ - ۶ ق است و در شهرستان داورزن، روستای شهرآیین واقع شده و این اثر در تاریخ ۱۶ اسفند ۱۳۸۴ با شمارهٔ ثبت ۱۴۳۳۰ به‌عنوان یکی از آثار ملی ایران به ثبت رسیده‌است.